# Den nakna sanningen (film)
Den nakna sanningen (spanska: Él) är en mexikansk dramafilm från 1953 regisserad av Luis Buñuel.
Filmen är baserad på romanen Pensamientos av författaren Mercedes Pinto. Den handlar om Francisco (spelad av Arturo de Córdova), vars svartsjuka gentemot sin fru Gloria (spelad av Delia Garcés) blir alltmer otäck.